# Trichophyton balcaneum
Trichophyton balcaneum är en svampart som beskrevs av Castell. 1919. Trichophyton balcaneum ingår i släktet Trichophyton och familjen Arthrodermataceae.   Inga underarter finns listade i Catalogue of Life.